# 무성 치경 마찰음
무성 치경 마찰음(無聲齒莖摩擦音)은 자음의 하나로 잇몸에서 조음되는 무성 마찰음이다.
조음 방법을 세분화하여 치찰음인 무성 치경 마찰음과 치찰음이 아닌 무성 치경 마찰음으로 나눌 수 있다.
| 종류      | 치 | 치경 (치조) | 후치경 (치조후) |
| --------- | -- | ----------- | --------------- |
| 치찰음    | s̪  | s           | s̠, ʂ, ʃ, ɕ      |
| 비 치찰음 | θ  | θ̠, θ͇, ɹ̝̊     | ɻ̝̊               |

## 조음 방법
- 혀끝과 치경(잇몸) 사이의 간격을 좁힌다.
- 좁혀진 혀끝과 치경 사이를 강하게 마찰시킨다.
- 혀끝을 내리면서, 마찰되는 공기를 강하게 내뱉는다.

## 특징
- 발성 기관 속의 공기의 흐름을 유지했다가 더 강하게 내는 마찰음이다.
- 혀를 치경이나 그 주변에 대는 치경음이다.
- 조음할 때 성대가 울리지 않는 무성음이다.
- 입을 통하여 공기가 빠져나가는 구강음이다.
- 발성 방법은 인후나 입이 아니라 폐로부터 발성 기관으로 공기가 빠져나가는 폐장기류음이다.

## 치찰음
- IPA 기호 s는 기류가 이빨 쪽으로 빠져나가는 치찰음을 의미한다.
- 치찰음이 아닌 무성 치경 마찰음을 위한 공식 IPA 기호는 없지만, 발음 구별 기호를 사용하여 표기가 가능하다.

## 발음의 예
- 한국어: /i, j,  ㅟ, ㅚ/ 앞 및 음절말에 오지 않는 ㅅ과 ㅆ에서 이 소리가 난다. ㅆ은 경음이다.
- 일본어: さ(サ), す(ス), せ(セ), そ(ソ)에서 이 소리가 난다.
- 프랑스어: /e, i, y/ 앞의 c와 모든 ç에서 이 소리가 난다.
- 영어: sit의 s, /e, i, y/ 앞의 sc에서 이 소리가 난다.
- 스코틀랜드 게일어: 넓은 자음의 s에서 이 소리가 난다.
- 헝가리어: sz에서 이 소리가 난다.
- 나와틀어: /e, i/ 앞의 c와 /a, o/ 앞의 z에서 이 소리가 난다.
- 바스크어: s와 z에서 이 소리가 난다.
- 독일어: /p, t/가 아닌 자음 앞 및 음절 말에 오는 s, 모든 ss에서 이 소리가 난다.
- 이탈리아어: 모음 앞에 오는 첫음절 첫소리와 무성 자음 앞뒤의 s에서 이 소리가 난다.
- 체코어, 말레이어, 야오어, 라트비아어, 폴란드어, 슬로베니아어, 루마니아어, 카탈루냐어, 아이슬란드어, 핀란드어, 노르웨이어, 스웨덴어, 스페인어, 튀르키예어, 우즈베크어: s에서 이 소리가 난다. 음이 바뀌는 것과 묵음은 제외한다.
- 표준 중국어, 광둥어, 간어의 창두 방언, 차오저우어, 취안장어: 병음 s에서 이 소리가 난다.
- 세르보크로아트어: 키릴 문자 표기의 с, 라틴 문자 표기의 s에서 이 소리가 난다.
- 러시아어, 키르기스어, 벨라루스어, 불가리아어, 우크라이나어, 마케도니아어: с에서 이 소리가 난다.
- 총가어: s와 sw에서 이 소리가 난다. sw는 휘파람 또는 순음화 자음이다.